# Argyresthia trifasciae
Argyresthia trifasciae is een vlinder uit de familie van de pedaalmotten (Argyresthiidae). De wetenschappelijke naam van de soort werd in 1910 gepubliceerd door Braun.